# Исламское наследственное право
Исламское наследственное право (араб. علم الفرائض‎, ильм аль-фара́ид или араб. علم الموارث‎, ильм аль-маварис) — одна из дисциплин исламского права (фикх), которая исследует вопрос наследства (мира́с) и занимается расчётом доли наследников. Исследование наследственного права считается фардом кифая, то есть если часть мусульман обладает знаниями в этом вопросе, то с других мусульман снимается обязанность изучать эту дисциплину.